# 松村太郎
松村 太郎（まつむら たろう、1980年4月9日 - ）は、日本のITジャーナリスト。アメリカ合衆国カルフォルニア州在住していた。現在は日本在住

## 略歴
東京都渋谷区出身。現在アメリカ合衆国カルフォルニア州バークレー在住。
現在は日本在住(2025年3月現在)

## 来歴
- 1996年 慶應義塾普通部卒業
- 1999年 慶應義塾高等学校卒業
- 2003年 慶應義塾大学環境情報学部卒業
- 2005年 慶應義塾大学大学院政策・メディア研究科修士課程修了
- 2007年 キャスタリア株式会社取締役[1]
- 2008年 - 2010年 嘉悦大学ビジネス創造学部非常勤講師[2]
- 2010年 - ? ビジネス・ブレークスルー大学講師[3]
- 2014年4月 - 2017年3月 コードアカデミー高等学校副校長
- 2020年4月〜iU情報経営イノベーション専門職大学専任教員

## 著書
- 『スマートフォン新時代 賢いケータイが社会を変える』（NTT出版、2010年）
- 『FACEBOOK HACKS!』（小山龍介共著、日経BP社、2011年）
- 『LINKEDINスタートブック』（日経BP社、2012年）
- 『サードウェーブコーヒー読本』(エイ出版、2013年）
- 最強Appleフレームワーク: ジョブズを失っても、成長し続ける 最高・堅実モデル!(時事通信社、2024年)